# Rostoci
Rostoci – wieś w Rumunii, w okręgu Arad, w gminie Pleșcuța. W 2011 roku liczyła 132 mieszkańców. 